# Akihiko Takeshige
Akihiko Takeshige (竹重 安希彦 Takeshige Akihiko?), född 21 augusti 1987 i Yamaguchi prefektur, är en japansk fotbollsspelare.
Takeshige började sin karriär 2010 i Júbilo Iwata. 2013 blev han utlånad till Albirex Niigata. 2015 flyttade han till Tochigi SC. Han spelade 44 ligamatcher för klubben. 2019 flyttade han till Yokohama FC.